# エルコ・ファンデルヘースト
エルコ・ファンデルヘースト（ラテン語: Elco van der Geest、1979年5月4日 - ）は、ベルギーの柔道家。オランダのハールレム出身。身長190cm。兄はアテネオリンピック柔道銅メダリストであり、2005年の世界選手権無差別で優勝したデニス・ファンデルヘースト、父のコー・ファンデルヘーストはオランダ代表チームのコーチだった。

## 人物
1998年の世界ジュニア90kg級で3位になり、2002年のヨーロッパ選手権100kg級では優勝した。しかし、2004年アテネオリンピックでは準々決勝で世界チャンピオンの日本の井上康生を背負投で破る番狂わせを演じるも、準決勝でベラルーシのイハル・マカラウの前に有効で敗れると3位決定戦でもイスラエルのアリエル・ゼエビの小内返で敗れ、メダルを獲得することができなかった。2008年の北京オリンピックではヘンク・フロルとの代表争いに敗れて出場できなかった。2009年にはグロルとの代表争いを避けてベルギーへと国籍を変更し、2010年のヨーロッパ選手権では8年ぶりに優勝を飾った。だが、2012年ロンドンオリンピックでは初戦でこの階級で金メダルを獲得したロシアのタギル・ハイブラエフの崩袈裟固で敗れた。

## 主な戦績
- 1998年 - 世界ジュニア　3位(90kg級)
- 2001年 - ヨーロッパ選手権　3位
- 2002年 - ヨーロッパ選手権　優勝
- 2002年 - グランプリ・モスクワ　優勝
- 2003年 - ヨーロッパ選手権　2位
- 2004年 - ロシア国際　3位
- 2004年 - アテネオリンピック　5位
- 2005年 - ドイツ国際　2位
- 2008年 - ドイツ国際　3位
- 2009年 - グランプリ・チュニス　優勝
- 2009年 - グランドスラム・リオデジャネイロ　優勝
- 2010年 - グランドスラム・パリ　優勝
- 2010年 - グランプリ・デュッセルドルフ　3位
- 2010年 - ヨーロッパ選手権　優勝
- 2010年 - グランドスラム・リオデジャネイロ　優勝
- 2011年 - グランドスラム・リオデジャネイロ　3位
- 2011年 - ワールドカップ・サンパウロ　優勝
- 2011年 - 世界選手権　5位